# Lista de avenidas de Feira de Santana

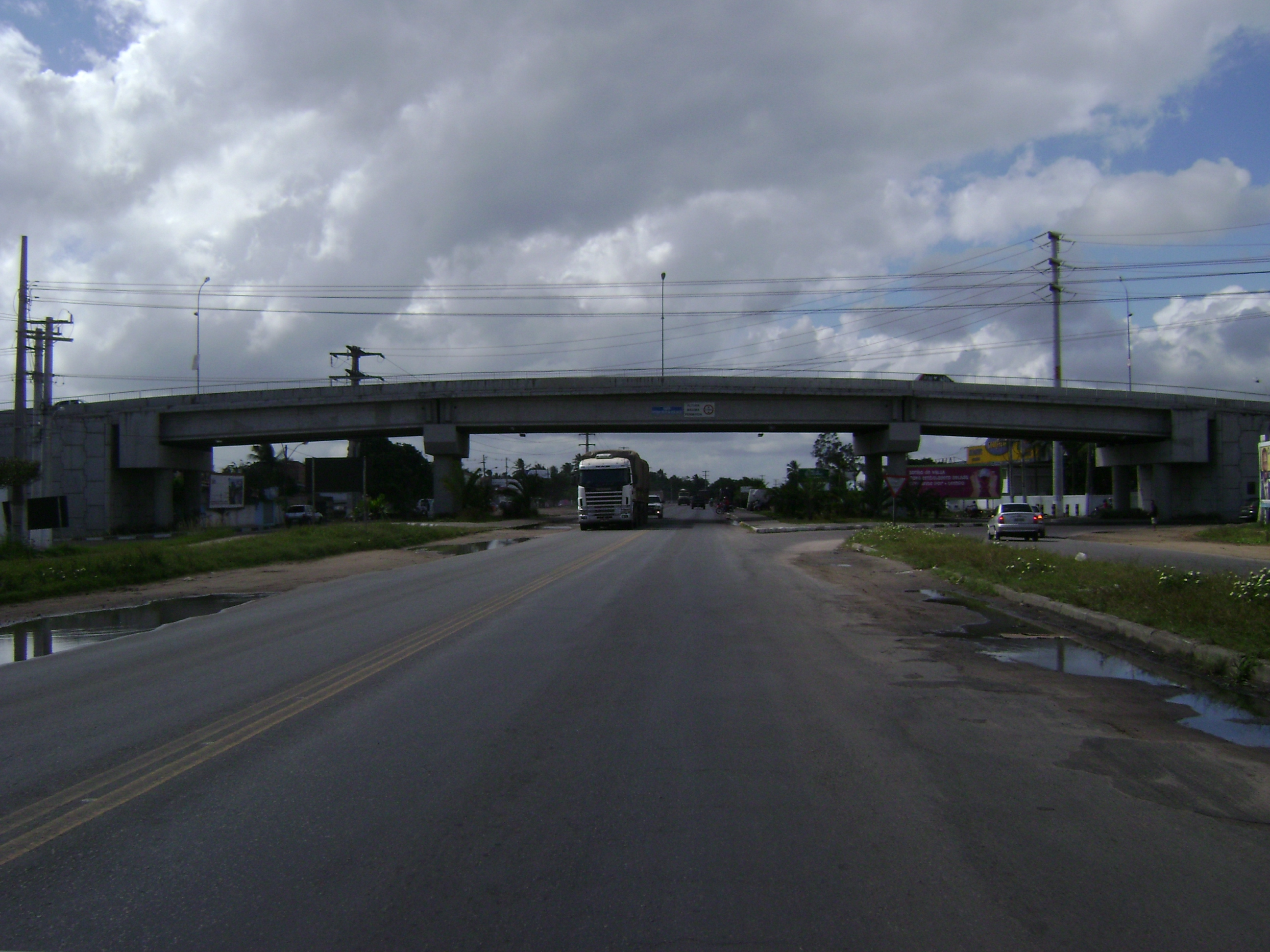
Viaduto da Avenida Maria Quitéria sobre a Avenida do Contorno.

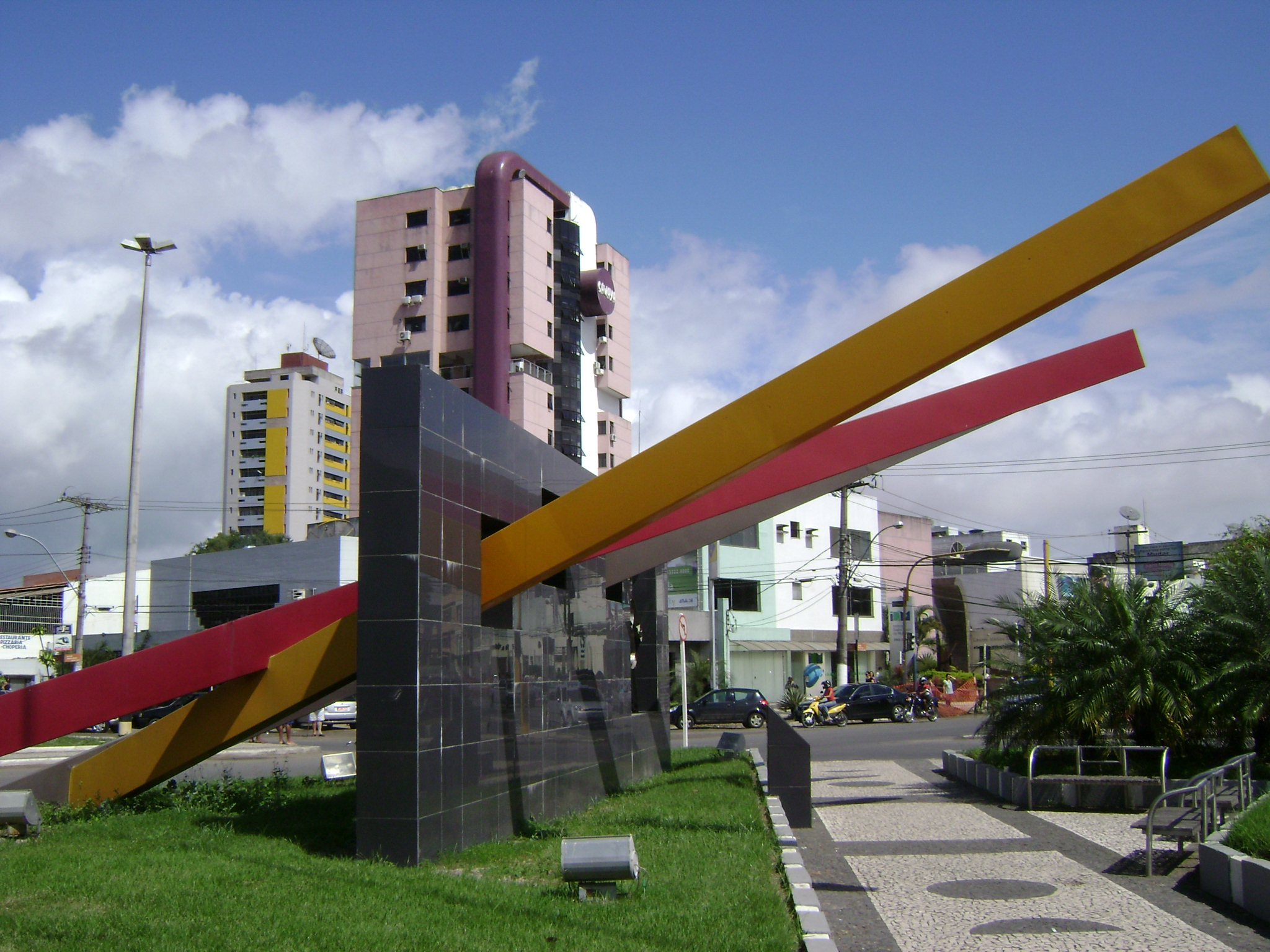
Monumento no encontro das avenidas Getúlio Vargas e Maria Quitéria.

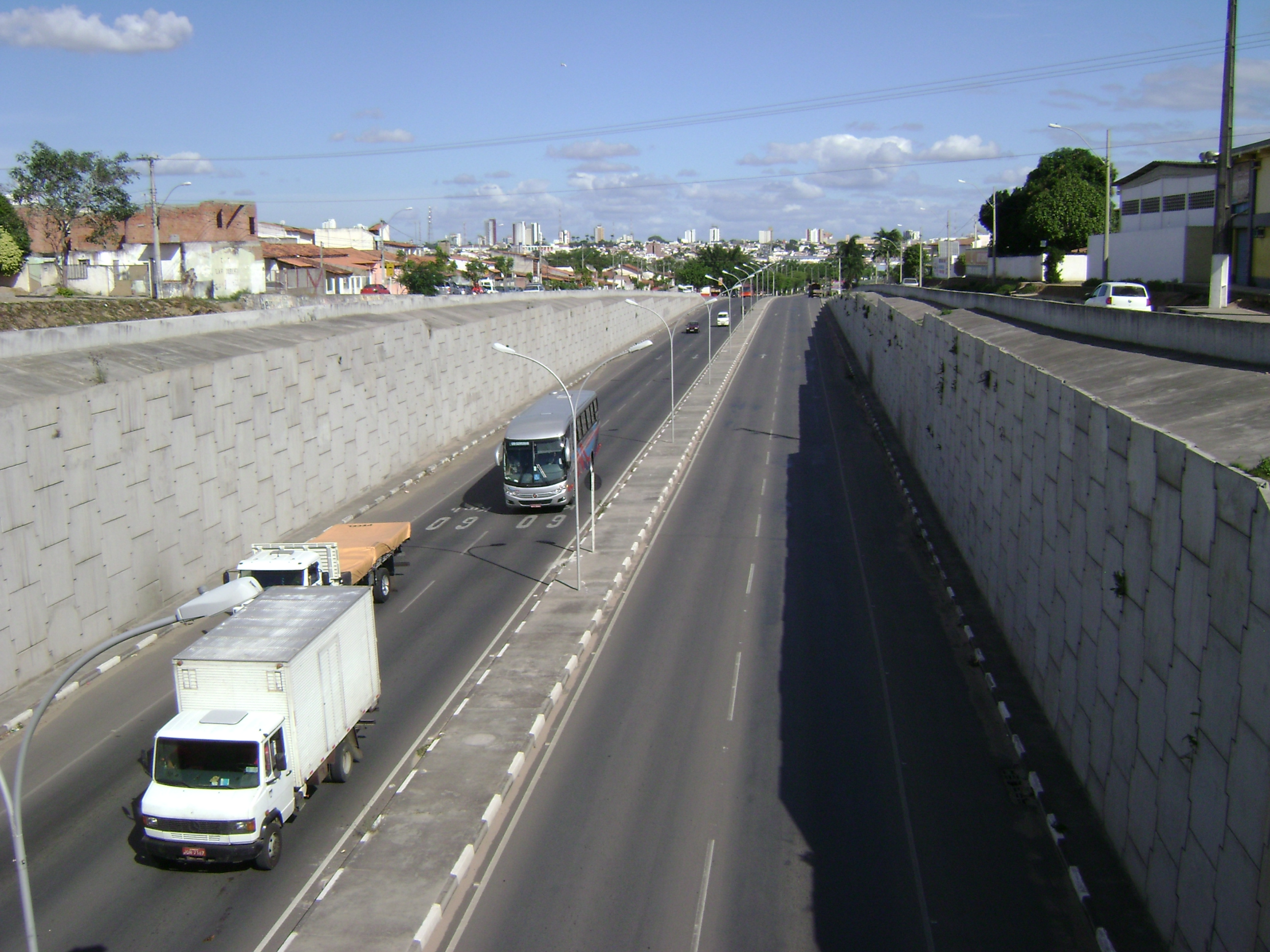
Avenida José Falcão da Silva vista da entrada do Complexo Viário Prefeito José Ronaldo de Carvalho.

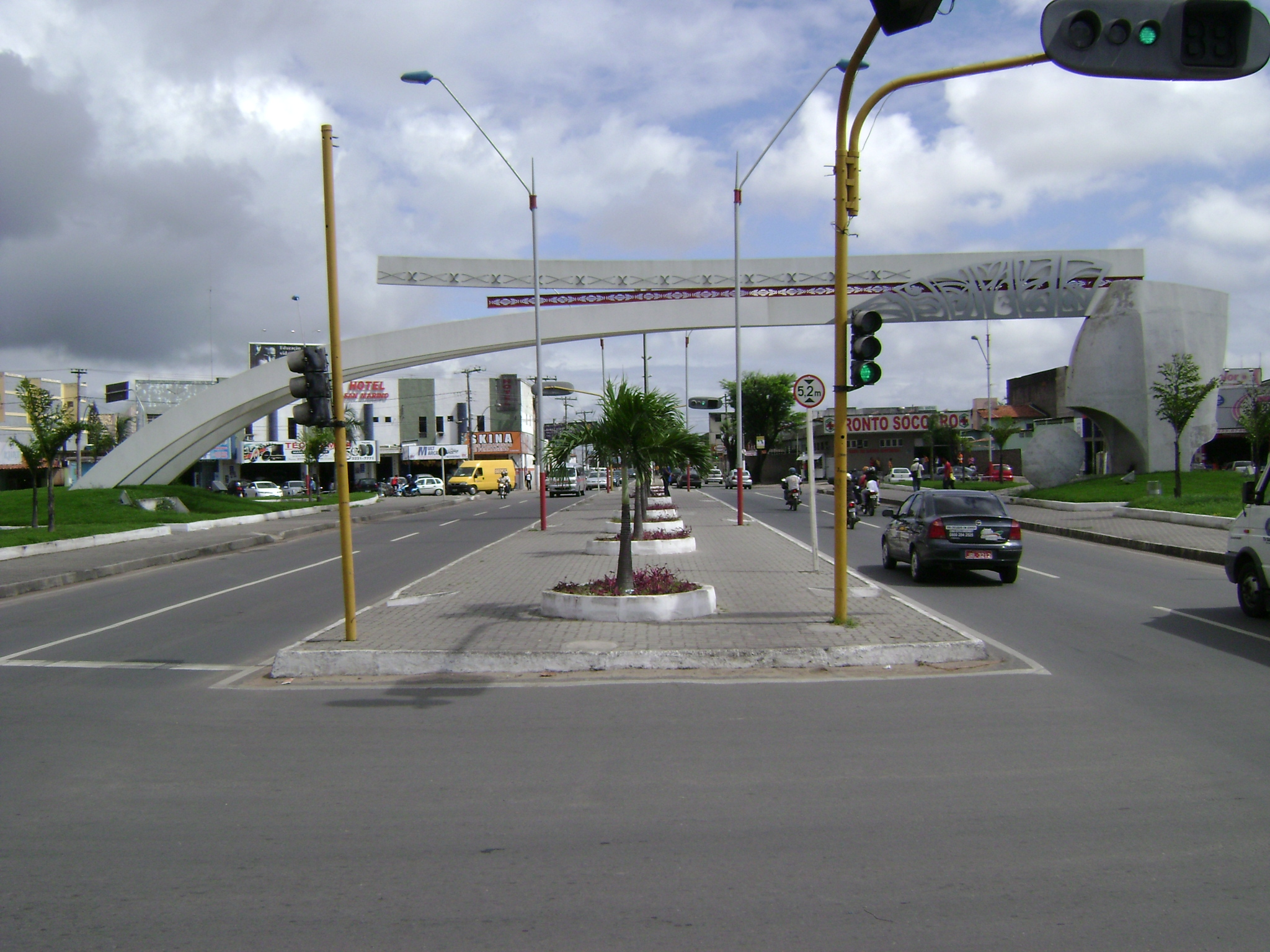
Monumento localizado na Avenida Presidente Dutra.

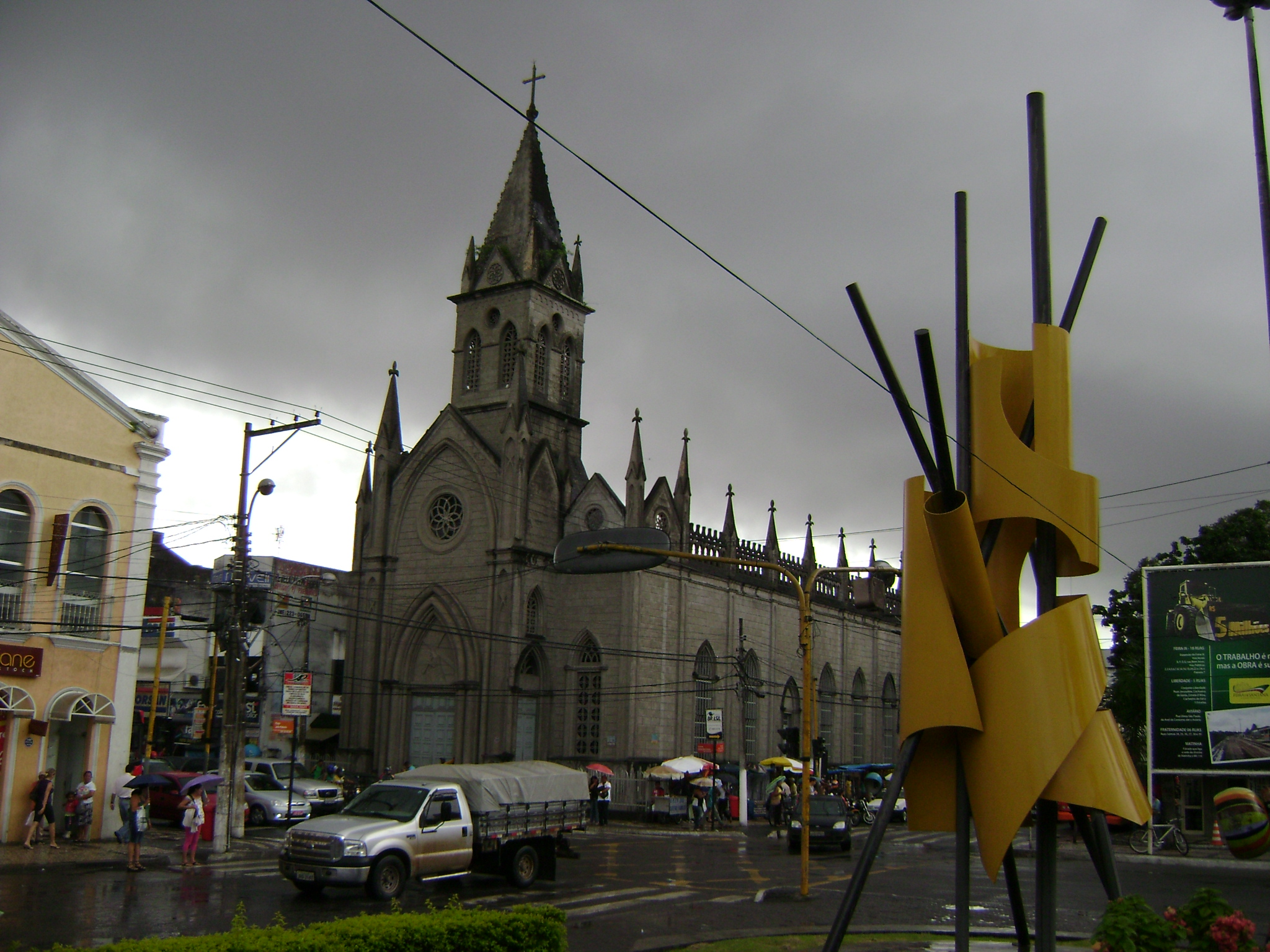
A Igreja Senhor dos Passos, presente no encontro entre as avenidas Senhor dos Passos e Getúlio Vargas.

Esta é uma lista de avenidas de Feira de Santana. Abaixo estão relacionadas algumas das principais avenidas feirenses por ordem alfabética.

## Avenidas

### A
Avenida Artêmia Pires Freitas
Avenida que dá acesso a FTC fica localizada entre os bairros SIM e Santo Antônio dos Prazeres.
Avenida Ayrton Senna
Avenida ligada à Avenida João Durval que passa pelos bairros da Mangabeira e do Alto do Papagaio.

### C
Avenida do Contorno
Avenida que foi originalmente feita para facilitar o planejamento das vias da cidade, e facilitar o trânsito de veículos que queriam atravessar a cidade sem precisar de passar pela região central da cidade, à semelhança da avenida do Contorno de Belo Horizonte. Antes de ser fechada como uma circunferência completa, era denominada de Avenida Eduardo Fróes da Mota. Hoje em dia, a conurbação ocupa toda a extensão da via, e a avenida passou a delimitar a região histórica da cidade, chamado de região central. A maioria das avenidas da cidade liga o centro da cidade a esta avenida. Há um projeto que estuda a duplicação desta avenida.

### F
Avenida Francisco Fraga Maia
Avenida ligada à Avenida Maria Quitéria que passa pelos bairros da Cidade Nova e Parque Ipê.

### G
Avenida Getúlio Vargas
Avenida que liga o Centro desta cidade à Avenida do Contorno, oferecendo acesso às saídas de Feira de Santana para a BR-324 e BA-503, que oferece acesso ao município de Coração de Maria. Nela está localizada a prefeitura do município.

### J
Avenida João Durval
Avenida que liga o centro da cidade à avenida do Contorno. Seu nome é uma homenagem ao político João Durval Carneiro, nascido na cidade.
Avenida José Falcão da Silva
Avenida que cruza os bairros Sobradinho e Queimadinha. Foi nomeada em homenagem a José Falcão da Silva.

### M
Avenida Maria Quitéria
Avenida que liga o Centro da cidade à Avenida do Contorno. Nesta avenida se localiza a sede do Centro das Indústrias de Feira de Santana. Seu nome é uma homenagem a Maria Quitéria, personagem histórica da cidade.

### N
Avenida Nóide Cerqueira
Avenida que faz a ligação da BR-324 com a Avenida Getúlio Vargas.

### P
Avenida Presidente Dutra
Avenida que liga o centro da cidade à avenida do Contorno.

### R
Avenida Rio de Janeiro
Avenida que começa no centro do município e vai até a avenida do Contorno. Após a avenida do Contorno, esta avenida se transforma na BR-116 Sul.

### S
Avenida Senhor dos Passos
Avenida do centro onde se localiza a Igreja Senhor dos Passos.

### T
Avenida Transnordestina
Avenida em que está localizada a Universidade Estadual de Feira de Santana que se transforma na BR-116 Norte.